# Sauviat
Sauviat ist ein Ort und eine zentralfranzösische Gemeinde (commune) mit 587 Einwohnern (Stand  1. Januar 2022) im Département Puy-de-Dôme in der Region Auvergne-Rhône-Alpes (vor 2016 Auvergne). Die Gemeinde gehört zum Arrondissement Thiers und zum Kanton Les Monts du Livradois (bis 2015 Courpière).

## Lage
Sauviat liegt etwa 32 Kilometer ostsüdöstlich von Clermont-Ferrand am Dore, der die Gemeinde im Westen und Süden begrenzt. Umgeben wird Sauviat von den Nachbargemeinden Courpière im Norden, Augerolles im Osten, Tours-sur-Meymont im Süden, Domaize im Süden und Südwesten sowie Saint-Flour im Westen.

## Weblinks

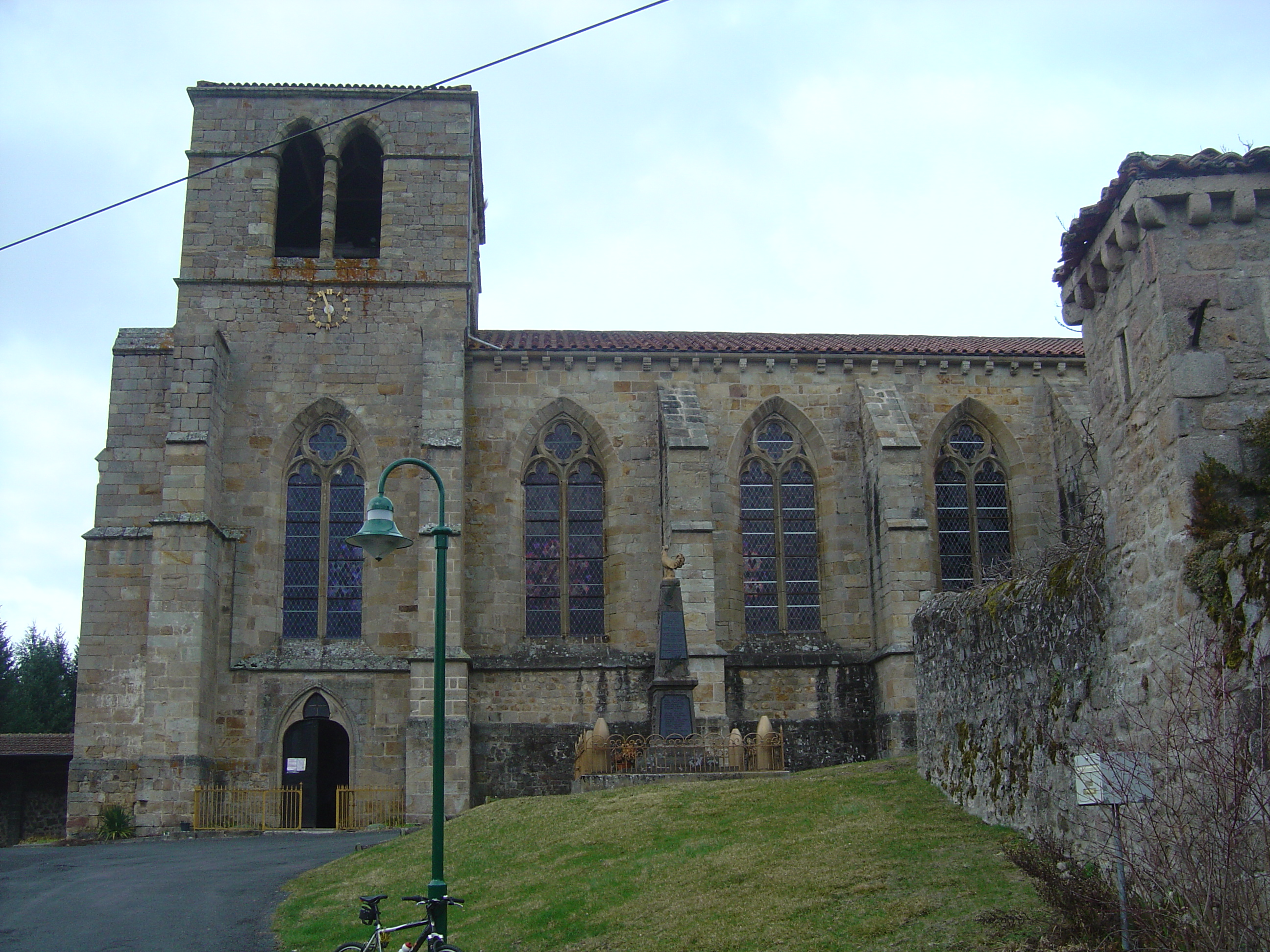
Kirche Saint-Loup

## Bevölkerungsentwicklung
| Jahr                       | 1962 | 1968 | 1975 | 1982 | 1990 | 1999 | 2008 | 2013 |
| Einwohner                  | 370  | 325  | 318  | 379  | 428  | 447  | 499  | 524  |
| Quellen: Cassini und INSEE |      |      |      |      |      |      |      |      |

## Sehenswürdigkeiten
- Kirche Saint-Loup